# Південно-Тамбейське газоконденсатне родовище
Південно-Тамбейське газоконденсатне родовище — одне з найбільших родовищ півострова півострова Ямал у Тюменській області Росії, головна ресурсна база для заводу «Ямал ЗПГ».

## Опис
Родовище відкрито у 1974 році та складається з численних продуктивних пластів: 5 газових неглибокого залягання та 37 газоконденсатних, що розташовані під ними. Глибина покладів від 900 до 2850 метрів.
Доведені запаси родовища за стандартами SEC становлять 491 млрд м³ газу та 14 млн т конденсату. За стандартами PRMS доведені та ймовірні запаси та ресурси оцінюються у 926 млрд м³ газу та 30 млн т рідких вуглеводнів. Ще більшою є оцінка запасів родовища за російською системою С1+С2, яка досягає 1256 млрд м³ газу та 60 млн т конденсату.
Ліцензія на розробку Південно-Тамбейського родовища до 2045 року належить компанії «НОВАТЭК», найбільшому приватному виробнику газу в Росії. На основі ресурсів родовища згадана компанія разом з французькою Total та китайською CNPC розвиває проєкт потужного заводу з виробництва зрідженого природного газу Ямал ЗПГ, який повинен розпочати роботу у 2017 році. В межах цього проєкту на родовищі передбачене буріння 208 свердловин у складі 19 виробничих майданчиків. Планований рівень видобутку повинен становити 27 млрд м³ на рік.